# Любовь, измена и воровство
«Любовь, измена и воровство» — кинофильм, триллер режиссёра Уильяма Каррена.

## Сюжет
Пол Харрингтон (Джон Литгоу) думает, что у него есть прекрасная жена — преданная, добрая и честолюбивая. Но всё же за привлекательной внешностью Лорен (Мэдхен Амик) прячет грязную историю. Семь лет назад она упрятала своего прежнего парня в тюрьму. Рено Адамс (Эрик Робертс) бежит из тюрьмы и ищет мести и богатства. После выхода на свободу он разыскивает Лорен, появляясь в доме Харрингтона под видом её брата.
Рено задумал осуществить ограбление банка, в котором работает Пол. Всё проходит почти удачно и грабителям удаётся скрыться с деньгами. Однако Лорен, участвовавшей в ограблении, удаётся подставить Рено, имитируя собственную смерть, и сдать полиции.

## В ролях
- Джон Литгоу — Пол Харрингтон
- Эрик Робертс — Рено Адамс
- Мэдхен Амик — Лорен
- Ричард Эдсон — Билл Куэйл
- Дональд Моффа — Френк Харрингтон
- Дан О'Херлихи — Хэмилтон Фиск
- Джон Пайпер-Фергюсон — Коллинз
- Билл Маккини — Колчак